# Viktor Fritzell
Viktor Emanuel Fritzell, född 27 mars 1882 i Södertälje, död 19 oktober 1951 i Strängnäs stadsförsamling, Strängnäs, var en svensk militärmusiker.
Fritzell avlade musikdirektörsexamen 1903 och blev musikdirektör vid Skaraborgs regemente i Skövde 1911 och vid Södermanlands regemente i Strängnäs 1914, med kaptens tjänstegrad från 1926. Han blev riddare av Vasaorden 1925. Fritzell invaldes som associé av Kungliga Musikaliska Akademien 1940. Viktor Fritzell är begravd på Gamla kyrkogården i Strängnäs.